# انجمن بین‌المللی کارگران در آمریکا
انجمن بین‌المللی کارگران در آمریکا (IWA 1864–1872) , (انگلیسی: International Workingmen's Association in America)
شامل یک شبکه آزاد می‌باشد که حدوداً متشکل است از ۳۵ بخش محلی است. این بخش‌ها به‌طور جغرافیایی با به‌کارگیری زبان انگلیسی، فرانسوی، چک، و همچنین زبان‌های انگلیسی «آمریکایی» با هم صحبت کرده و در بخش‌های مختلف این انجمن بین‌المللی فعالیت می‌کنند. به لحاظ گوناگونی، اعضاء آن در حدود ۴۰۰۰ تا ۵۰۰۰ برآورد شده‌است.

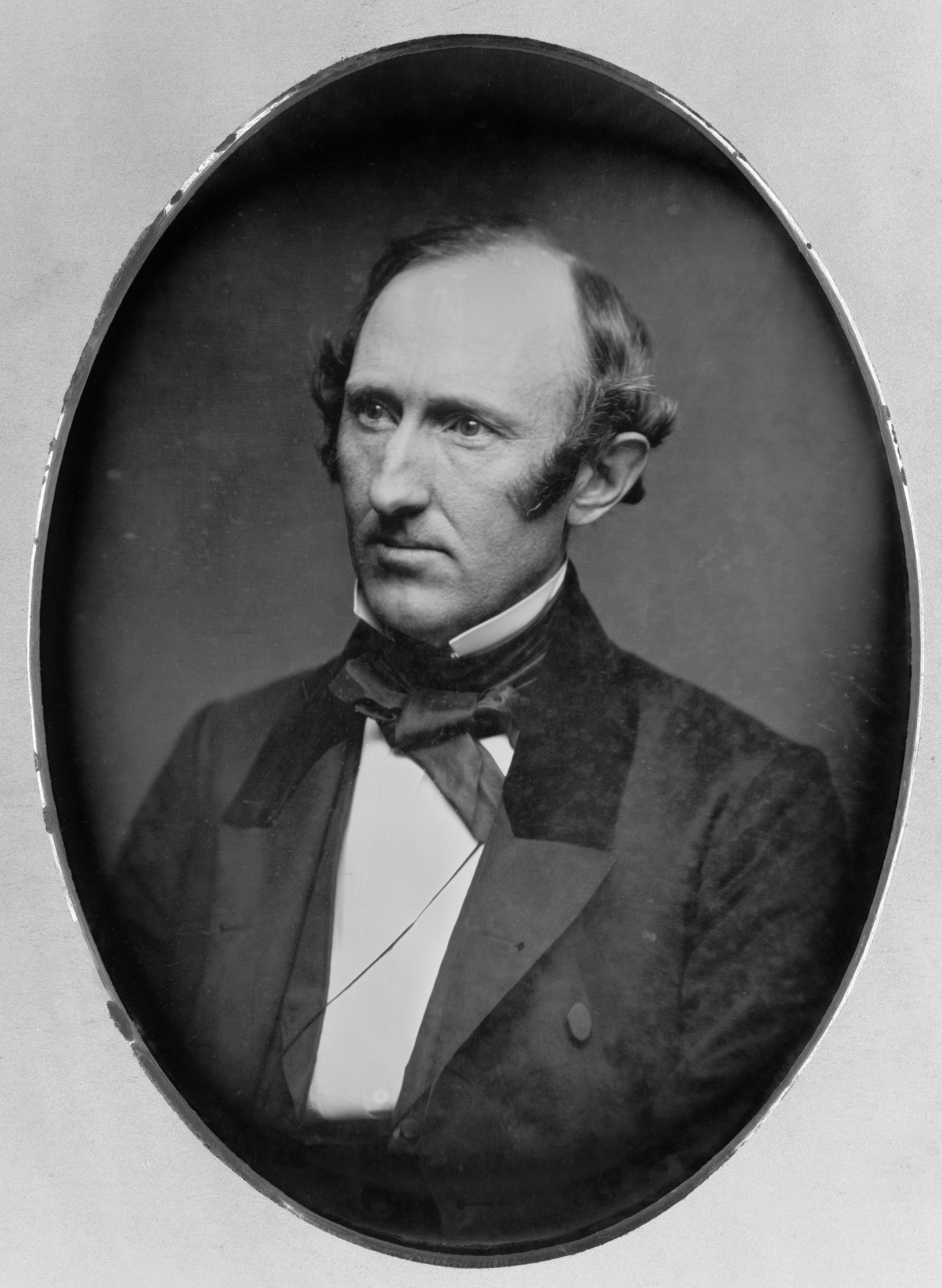
وندل فیلیپس فرمانروای انحصارطلبی حامی IWA و کمون پاریس در ۱۸۷۱ بود، کمون پاریس رویدادی بود که این سازمان را در آمریکا تقویت کرد.

## تاریخچه سازمانی

### زمینه
وندل فیلیپس، طرفدار الغای انجمن، از اولین حامیان IWA و کمون پاریس (۱۸۷۱) بود، رویدادی که این سازمان را در آمریکا تقویت کرد.
انجمن بین‌المللی کارگران (IWA)، به عنوان اولین سازمان بین‌المللی که در سال ۱۸۶۴ در لندن تأسیس شد، در ابتدا به‌طور کامل یک انجمن اروپایی بود، از جمله رهبران کارگری انگلیسی، فرانسوی، آلمانی، لهستانی و ایتالیایی و فعالان سیاسی در آن شرکت داشتند.
این انجمن بین‌المللی در سال ۱۸۶۶ راه خود را به خاک آمریکا گشود و آن زمانی بود که سزار اورسینی یک سوسیالیست ایتالیایی، برادر قاتل ناپلئون سوم، در سال ۱۸۶۶ وارد ایالات متحده آمریکا شد و تلاش کرد تا یک بخش آمریکایی از انجمن بین‌المللی کارگران را سازماندهی کند و به این ترتیب سازمان به خاک آمریکا راه یافت. اورسینی توانست حمایت تعدادی از معدود سوسیالیست‌های مهاجر در شهر نیویورک را به دست آورد، علاوه بر این، شنوایی دلسوزانه از چندین شخصیت سیاسی برجسته، باعث شد از جمله سردبیر روزنامه، هوراس گریلی، سخنران لغو ممنوعیت، وندل فیلیپس، و سناتور جمهوری‌خواه تندرو، چارلز سامنر شوند.
انترناسیونال در زمان تأسیس خود به دور از یک سازمان انقلابی بود و بیشتر به دنبال پیشبرد آرمان کارگری از طریق همکاری بین‌المللی کارگران سازمان‌یافته حول یک برنامه کلی مبتنی بر مفاهیم آزادی و عدالت بود. این دیدگاه اتحادیه‌گرایانه تا حدودی در بین اعضای آن عمومیت نداشت، اما از همان ابتدا در مشارکتی که مهاجران آلمانی کارل مارکس و فردریش انگلس و بسیاری از همفکران آنها داشتند نظرشان جلب شد به اهداف این سازمان مبنی بر افزایش دستمزدها، کاهش ساعات کار و آزادسازی قانون انتخابات از طریق همکاری بین‌المللی، به‌جای اینکه یک سازمان بین‌المللی به عنوان ابزاری برای به دست آوردن قدرت دولتی باشد، اما هدف IWA در مسیر بورژوازی برای ایشان هدفی متواضعانه نبود. 

فردریش سورجه (۱۹۰۶–۱۸۲۸)، یک دوست و مکاتبه کننده کارل مارکس، شخصیت برجسته بخش شماره ۱ نیویورک، IWA بود.

در این دوره به دلیل ارتباطات ناقصی که در فرا آتلانتیک وجود داشت، پیام انجمن بین‌المللی کارگران از طریق ارتباطات شخصی منتشر می‌شد، برقراری شبکه‌های موازی بین کارل مارکس و همکارانش از یک سو و «دبیر مسئول آمریکایی» رسمی شورای عمومی IWA از سوی دیگر در لندن. باعث شد کانال‌های موازی ارتباطی در واقع تقسیمات جناحی سازمان اروپایی را تکرار کردند. تنش بین دیدگاه‌های رفرمیستی کارگری و انقلابی IWA در جنگ جناحی درون سازمان در آمریکا بازتاب داشت. اندرو کامرون نماینده اتحادیه ملی کارگری بود که در کنگره بازل (۱۸۶۹) شرکت کرد.